# Isaac Mbenza
Isaac Mbenza (Saint-Denis, 8 de março de 1996) é um futebolista profissional francês que atua como atacante. Atualmente, joga pelo Charleroi.

## Carreira
Isaac Mbenza começou a carreira no Valenciennes.